# Ludwig Gabriel von Remy
Ludwig Gabriel Freiherr von Remy (* 19. Februar 1776 in Reichshofen, Elsass; † 9. April 1851 in Wien) war ein österreichischer Architekt.

## Leben
Der gebürtige Elsässer Remy war seit 1793 in Wien für staatliche und höfische Stellen tätig. Entwürfe von ihm kann man aber erst ab 1810 nachweisen. Er befasste sich vor allem mit Festdekorationen, Triumphbögen und dergleichen. Besonderes Aufsehen erregte Remy mit seinem Glashaus im Burggarten, das 1823–26 mit einer neuartigen Eisenkonstruktion errichtet wurde.
Remy wurde 1813 Direktor der Hofbaukanzlei und Ehrenmitglied der Akademie der bildenden Künste Wien. 1815 machte er einen Entwurf für das Äußere Burgtor, das triumphbogenartig gestaltet war, verwirklicht wurde diese Konzeption aber erst in Ungarn, besonders 1822 bei der Kathedrale von Esztergom.
1833–48 war Remy provisorischer und ab 1847 ständiger Sekretär und Präses-Stellvertreter der Akademie. Hier berief er zahlreiche bedeutende Lehrer und machte konstruktive Reformvorschläge.
Remy wurde auf dem Hetzendorfer Friedhof beigesetzt. Die Remystraße in Wien-Favoriten wurde 1956 nach ihm benannt.